# 성산로 (서울)
성산로(城山路)는 서울특별시 마포구 망원동 성산대교 북단 나들목에서 시작하여 서대문구 천연동 독립문 사거리에 이르는 왕복 6차선 도로로 총 길이는 6.65km이다. 기존에는 목동교 교차로가 기점이었지만 성산로의 강남 구간은 도로 연결상의 문제로 인해 교통방송 등에서는 이 구간을 서부간선도로의 일부분으로 안내했다. 2010년 도로명주소 개편으로 성산대교 북단이 성산로의 기점이 되었다. 전구간이 국도 제48호선에 해당한다.

## 역사
- 1978년 6월 30일 : 독립문 ~ 시흥동 시계 23km 구간을 성산대로(城山大路)로 지정. 이때의 노선은 '독립문 - 금화터널 - 연희입체교차로 - 사천교 - 성산대교 - 안양천제방 - 시흥동'이었다.[2]
- 1984년 11월 16일 : 성산로(城山路)로 개칭 및 종점을 경인고속도로입구로 변경하여 노선 단축[3][4]
- 2011년 7월 29일 : 도로명 주소 개편으로 성산대교 북단이 기점이 됨.

## 경유지
서울특별시
- 마포구 - 마포구 연남동 / 서대문구 연희동 - 서대문구

## 노선
- 성산대교 북단 - 마포구청역 - 마포구청 - 성산2교 - 사천교 - 연희 램프 - 연희 IC - 연세대학교 - 이화여대 - 금화터널 - 독립문 사거리

## 연결 도로
기점인 성산대교 북단에서는 서부간선도로가 연결되며, 독립문 사거리에서는 사직로, 통일로와 접한다.

## 버스 중앙 전용 차로제
현재 이 도로에서 시행되고 있는 버스 중앙 전용 차로제 구간은 모래내고가도로 동단에서 이화여대 후문까지이다(길이 2.5 km).

## 사진

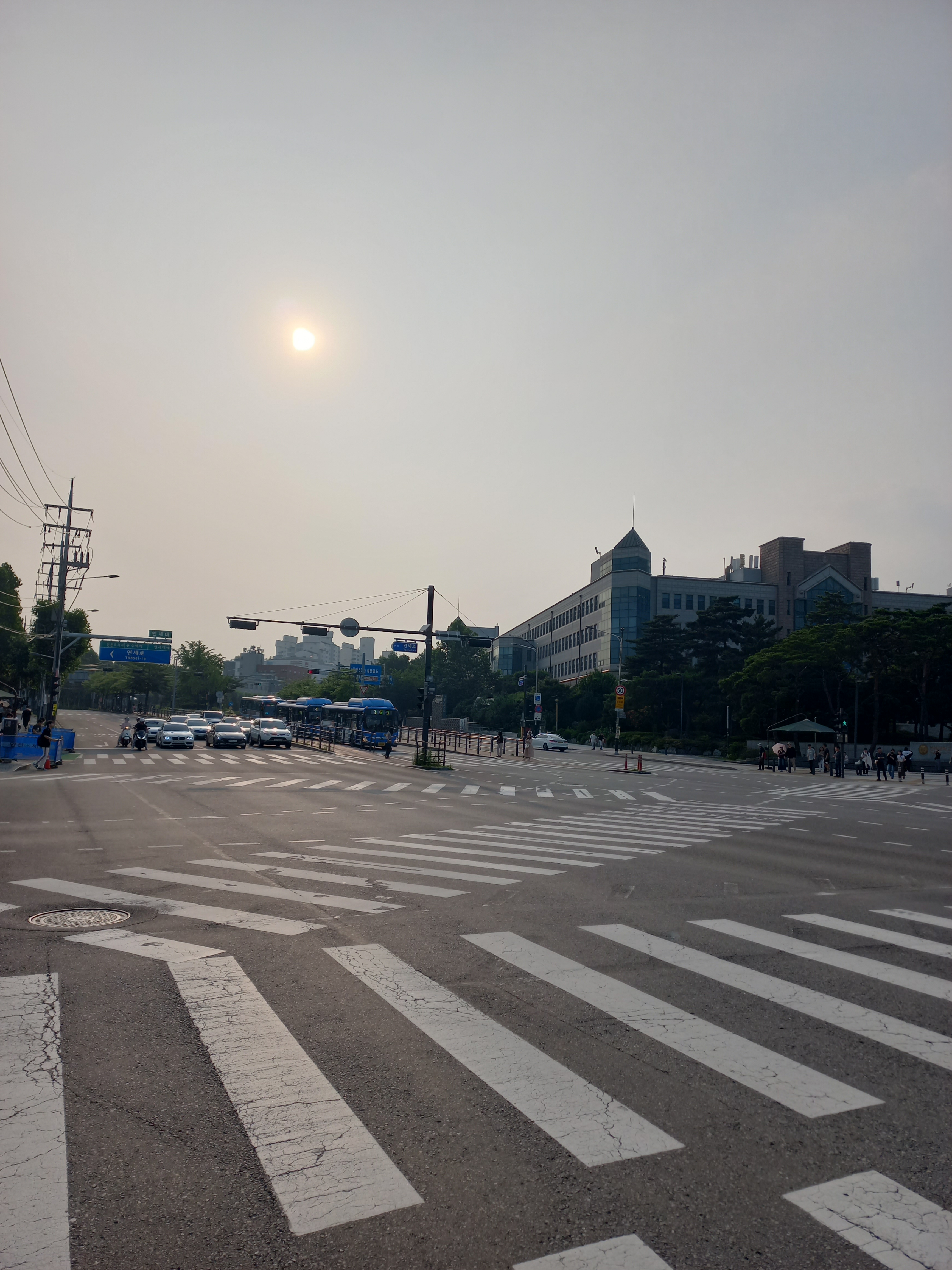
성산로(연세대학교앞)

## 같이 보기
- 사직로
- 서부간선도로
- 수색로
- 통일로